# Alfredo Ramos Martínez
Alfredo Ramos Martínez (Monterrey, México, 13 de noviembre de 1871 - Los Ángeles, California, 8 de noviembre de 1946) fue un pintor mexicano. Es uno de los artistas más importantes del siglo XX en México, país en el que es considerado “Padre del Arte Moderno”. El escritor nicaragüense Rubén Darío lo llamó “El pintor de las melancolías”.

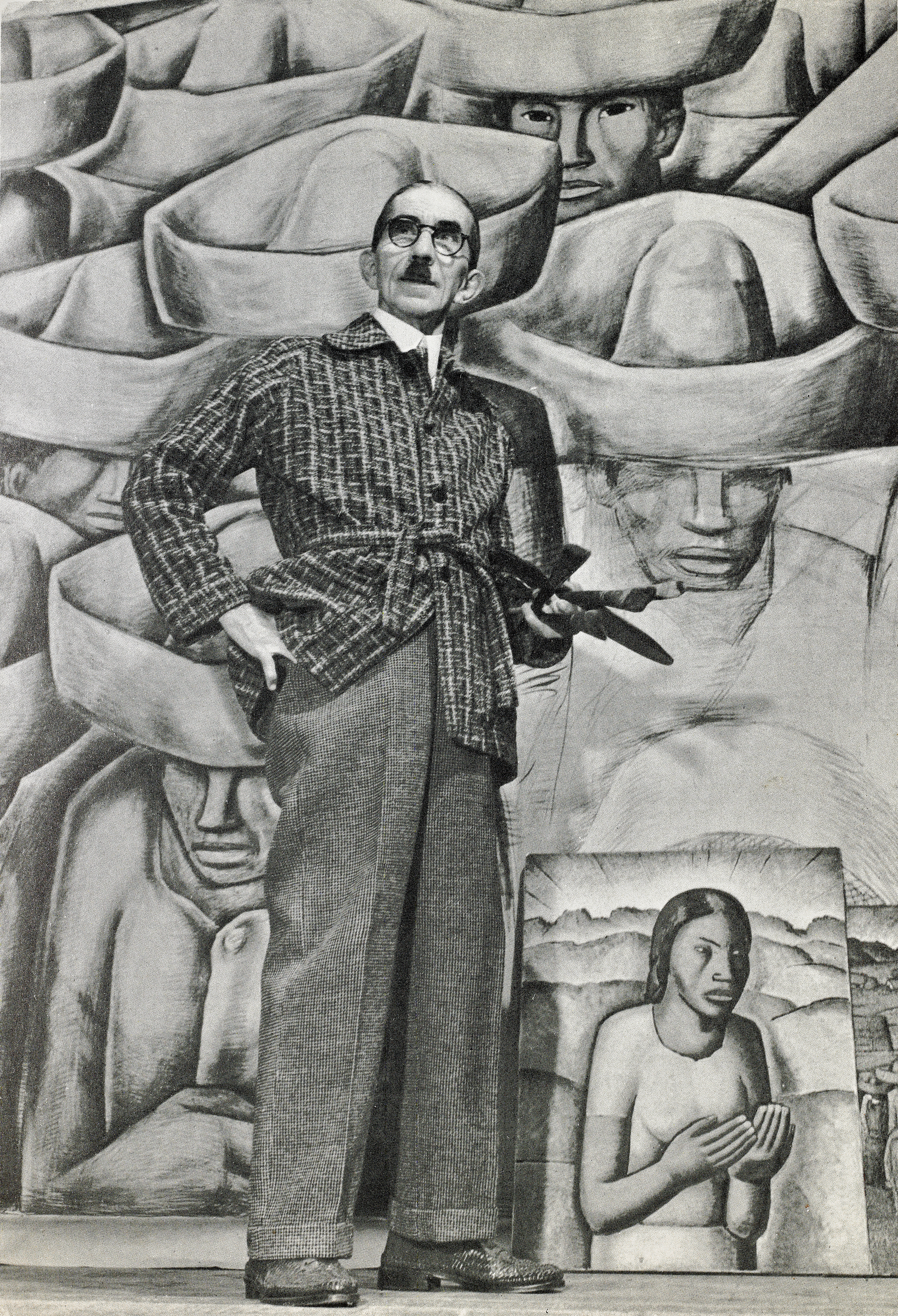
Alfredo Ramos Martínez en Los Ángeles, 1941. Al fondo, un dibujo para un mural sin ejecutar llamado Los Charros del Pueblo

La Primavera está considerada como una de sus obras más importantes.

## Biografía
Nació en Monterrey, Nuevo León, el 13 de noviembre de 1871. Desde los 12 años mostró aptitudes para la pintura y poco después obtuvo una beca para estudiar en la Escuela Nacional de Bellas Artes.
En 1899 viajó a Francia país en el que continuó sus estudios.  Fue bien recibido por la crítica europea y mexicana que lo consideró  un joven pintor de carrera prometedora.
A lo largo de su desarrollo como artista, Ramos Martínez mantuvo una trayectoria sólida apreciada por varios funcionarios públicos tanto en Estados Unidos como en México. El prestigio que adquirió gracias a su trabajo le permitió exponer en varias muestras parisinas. En 1908 expone por primera vez en el Salón de Otoño de París.
Durante su estancia en Francia, Ramos Martínez coincidió con el desarrollo de la pintura post-impresionista y tuvo la oportunidad de observar de primera mano las obras de artistas como Paul Gauguin, Vincent van Gogh, Henri Matisse, Georges Seurat y Odilón Redon entre otros. Asistió a varios salones artísticos y literarios en donde conoció y entabló amistad con el poeta originario de Nicaragua Rubén Darío. Conoció también a personajes como Isadora Duncan, Paul Verlaine, Eleonora Duse, Remy de Gourmont y Ana Pavlova.
Regresó a México en 1909 y en el año 1913 quedó al frente de la Dirección de la Academia Nacional de Bellas Artes. En estos años, fundó las Escuelas de Pintura al Aire Libre en la Ciudad de México.
Durante la década siguiente expuso en México y en diversas ciudades europeas, como Madrid y Berlín.
Contrajo matrimonio en 1929 y en 1930, por motivos de salud, se mudó con su familia a Los Ángeles ciudad en la que desarrollo imágenes de fuerte carácter nacional en las que el universo indígena fue protagonista. En este periodo Ramos Martínez pintó varios murales y obras de caballete por encargo de particulares. Mientras ponía en orden los documentos legales para residir definitivamente en Los Ángeles, Ramos Martínez trabajó en la ciudad de Ensenada en 1929 en un periodo aproximado de 1 año en 1929. En esta ciudad, pintó 6 murales, un mural semicircular y un pasillo adornado con floripondios en el Hotel Playa (hoy Hotel Riviera del Pacífico).
Volvió a México únicamente en dos ocasiones: la primera en 1942 a la Ciudad de México y en 1945 a su natal Monterrey en dónde expuso su obra y la de algunos de sus discípulos. A través de su trabajo artístico, Alfredo Ramos Martínez elaboró imágenes icónicas: hombres con sombreros, vestidos de manta, usando huaraches y otras referencias pertenecientes al ámbito mexicano.
Falleció en Los Ángeles, el 8 de noviembre de 1946, cinco días antes de cumplir 75 años de edad. Fue enterrado en el Cementerio de Holy Cross, en Culver City, California.

## Obras
Matrimonio indio es una obra que el artista realizó en el año 1930. La técnica es pastel seco y graso sobre papel y las medidas 60.7 x 77 cm. La imagen muestra a una pareja de dorada piel y marcados rasgos indígenas. Al fondo de la composición y como una armonía cromática destacable se observan diversos frutos tropicales. La dignidad de las miradas se acentúa gracias a las líneas diagonales que conforman las cejas. Los personajes se toman de las manos, gesto que acentúa la unión de la pareja.
Par de indios es una pieza de 1937 realizada con carbón y sanguina sobre papel periódico. El artista trabajó la obra desde los Ángeles, California. El sentido nacional se materializó por medio de los personajes principales. Las suaves líneas verticales conforman las figuras de los indios. La pieza parece un grabado de madera debido a la técnica que el maestro impulsó y trabajó. Rafael Tovar estudió la obra en 1992 y escribió: "la obra de este gran creador esta marcada por una profunda interección entre la pintura moderna y tradicional. Tradicional por su empleo constante de los temas en boga; moderna por una clara transición entre el arte del porfiriato y el que nace de la revolución." La pieza mide 55 x 40.2 cm.
Juanita entre las flores es una obra que el artista realizó cercana a 1900 y 1930. La técnica es óleo sobre cartón con marco de papel maché. Mide 73.9 x 81.1 X 3 cm. En la pintura se aprecia con claridad la influencia del trabajo de Gauguin en la producción de Ramos Martínez. La mujer aparece rodeada de un paisaje florar idílico. Los colores vibrantes no son naturalistas y se conjugan armónicamente para enmarcar la figura de juanita que sostiene entre sus manos un manojo de flores rosas. La pintura evoca el sentimiento romántico que fue característico de las obras correspondientes con el primer periodo de vanguardia y alude claramente a los pueblos antiguos.
Las tres piezas pertenecen al Museo Soumaya, Fundación Carlos Slim.

## Comentarios
“Nadie lo dice ahora, porque el tiempo ha pasado y surgieron diversos intereses, pero el verdadero impulsor de la pintura mexicana contemporánea no fue Diego Rivera, sino Alfredo Ramos Martínez”.

Ramón Alva de la Canal, citado por Juan Baights, "Diorama de Cultura", suplemento del diario Excelsior, 4 de junio de 1978.

El futuro de Federico Cantú está en París, dijo el maestro Alfredo Ramos Martínez.